# 情報プラザDONDON DOようび
『情報プラザDONDON DOようび』（じょうほうプラザドンドン ドようび）は、サガテレビで放送されていた情報番組である。

## 概要

### 第1期
1995年10月7日、それまで日曜11:00枠で放送されていた『週刊GABAI』に替わってスタート。『週刊GABAI』同様、地元佐賀に密着した内容で放送されていた。司会は奥田圭と一ノ瀬裕子が務めていた。
放送時間は毎週土曜 18:30 - 19:00 （日本標準時）。この時間帯にキー局のフジテレビで放送されていたアニメ『NINKU -忍空-』については、遅れネットという形を取っていた。
番組は1997年3月29日放送分をもって終了し、替わって月曜19:00枠で『たんねるSAGA』がスタートした。司会の奥田は、引き続き『たんねるSAGA』に出演した。

### 第2期
第1期終了から17年後の2014年4月26日、番組は『情報プラザ DonDon Doようび』と題しての復活を果たした。司会も第1期同様、奥田圭と一ノ瀬裕子が務めていた。
放送時間は毎週土曜 10:00 - 10:30 （日本標準時）。ただし、毎週放送されるようになったのは2014年8月からであり、同年7月までは毎月最終土曜のみに放送されていた。
番組は2015年9月26日放送分をもって終了し、替わって同じ時間帯で『週末LIVE どよう ぽけっと』がスタートした。

## 出演者

### 第1期
- 奥田圭 - 司会。
- 一ノ瀬裕子（当時サガテレビアナウンサー） - 司会。
- 荒尾千春 - リポーター。
- このほか、『月刊タウン情報さが』編集部の関係者が出演していた。

### 第2期
- 奥田圭 - 司会。
- 一ノ瀬裕子（フリーアナウンサー） - 司会。
- 青木理奈 - リポーター。番組の終了後、引き続き『週末LIVE どよう ぽけっと』に出演。
- ヒーマン - 「魅力新発見！ドライビングスポット」を担当[2]。
- 志岐侑里子 - 「魅力新発見！ドライビングスポット」を担当[2]。
- 野中義美（税理士） - 月に2回、隔週ペースで行われていたコーナー「教えて！野中税理士」を担当。2014年8月から出演。
- 桃咲まゆ（LinQメンバー） - 第3週に行われていたコーナー「ガージュ DE LinQ」[3]を担当。2014年10月18日から出演。